# 成都广播电视台
成都廣播電視台，為中華人民共和國四川省成都市的一家廣播電視播出機構，2005年由原成都电视台、成都人民广播电台合并组建而成。

## 频道列表

### 电视服务
成都广播电视台的电视服务源于1986年10月1日开播的成都电视台、1992年7月1日开播的成都经济电视台（1993到2001年的第二台呼为每日电视）、1992年1月1日开播的成都有线电视台整合而成的成都电视台，现有8个电视频道。
| 頻道名稱         | 语言   | 广播格式                    | 啟播時間                                            | 頻道口號 | 频道前身                                        | 備註                  | 備註 |
| 新闻综合频道     | 普通話 | SD: PAL 576i 16:9 HD：1080i | 标清版：1986年10月1日 高标清16:9同播：2016年12月2日 |          | 成都电视台15频道                                | [ 2 ]                 |      |
| 经济资讯服务频道 | 普通話 | SD: PAL 576i 4:3            | 1992年7月1日                                        |          | 成都电视台33频道/成都经济电视台（每日电视）     | [ 2 ]                 |      |
| 都市生活频道     | 普通話 | SD: PAL 576i 4:3            |                                                     |          | 成都有线电视黄金海岸频道                        | [ 2 ]                 |      |
| 影视文艺频道     | 普通話 | SD: PAL 576i 4:3            |                                                     |          | 成都有线电视家庭影院频道                        | [ 2 ]                 |      |
| 公共频道         | 普通話 | SD: PAL 576i 16:9 HD：1080i | 标清版：1997年8月4日 高标清16:9同播：2017年10月9日  |          | 成都有线电视全球体育频道 成都电视台体育娱乐频道 | 2002年12月1日改为现名 |      |
| 少儿频道         | 普通話 | SD: PAL 576i 4:3            | 2005年6月1日                                        |          |                                                 | [ 2 ]                 |      |
| 美食天府频道     | 普通話 | SD: PAL 576i 4:3            | 2006年6月12日                                       |          |                                                 | 全国性数字付费频道    |      |
| 每日购物频道     | 普通話 | SD: PAL 576i 16:9           |                                                     |          |                                                 | [ 2 ]                 |      |

### 广播服务
成都广播电视台的广播服务源于1959年成立的成都人民广播电台，现有5个广播频率。
| 頻道名稱     | 语言   | 频道频率      | 啟播時間      | 頻道口號 | 频道前身 | 備註                                                                     |
| 新闻广播     | 普通話 | FM99.8 AM792  | 1959年1月1日  |          |          | 西南地区第一个专业化新闻电台频率                                         |
| 交通文艺广播 | 普通話 | FM91.4        |               |          |          | 继上海之后中国第二家交通广播，由成都市广播电视台与成都交通管理局联合开办 |
| 经济广播     | 普通話 | FM105.6       |               |          |          | [ 2 ]                                                                    |
| 文化休闲广播 | 普通話 | FM94.6 AM1485 |               |          |          | [ 2 ]                                                                    |
| 故事广播     | 普通話 | FM88.2        | 2013年6月30日 |          |          | [ 2 ]                                                                    |

## 著名栏目
- 谭谈交通（已停播，主持人：谭乔）
- 成视新闻
- 小刚刚刚好
- 第一房产